# Grisha Filipov
Pour les articles homonymes, voir Filipov.
Georgi (Grisha) Stanchev Filipov (bulgare : Георги (Гриша) Станчев Филипов) (13 juillet 1919, Kadiïvka, Ukraine; 2 novembre 1994, Sofia, Bulgarie) était un dirigeant du Parti communiste bulgare, président du conseil des ministres de la république populaire de Bulgarie de 1981 à 1986.